# 長谷景治
長谷 景治（はせ けいじ、1935年7月3日- 2024年11月13日）は、日本の競泳選手。早稲田大学商学部卒業。日本マスターズ水泳協会の副会長を務めている。

## 経歴
大阪市立高倉中学校、大阪市立都島工業高等学校普通科卒業。早稲田大学商学部在学中の1956年のメルボルンオリンピックの100m背泳ぎに出場、準決勝で敗退した。
1954年、1958年のアジア競技大会の100m背泳ぎでともに金メダルを獲得している。
1954年9月17日、田中守・長沢二郎・谷訯との400mメドレーリレーで4分17秒2の世界新記録、1955年8月13日、古川勝・石本隆・古賀学との400mメドレーリレーで4分15秒7の世界新記録をつくり、1954年度、1955年度の朝日スポーツ賞に選ばれている。
日本選手権水泳競技大会の100m背泳ぎで1954年から1957年、1959年に優勝、200m背泳ぎで1955年、1956年に優勝している。
2000年には木原光知子が大会委員長を務める「ウーマンズ・スイム・フェスティバル2000」の大会副委員長を務めた。